# سيل لاي أبرامز
سيل لاي أبرامز (ولدت في الثالث عشر من يوليو عام 1970)؛ ناشطة في مجال التوعية بالعنف الأسري وحائزة على جائزة الرابطة الوطنية للصحفيين السود (NABJ) وهي متحدثة بارزة لها العديد من اللقاءات على قنوات عديدة مثل الجزيرة أمريكا، أيه بي سي، بي إي تي، سي إن إن وإم إس إن بي سي. وقد ظهرت أيضًا في عدة مجلات مثل ريدبوك، ايسنس، مودرن وومن، إبوني ومجلة أوبرا وينفري.

## حياتها المبكّرة
ولدت سيل لاي في ماواي بهاواي.والدتها صينية الأصل ولدت في هونغ كونغ، التقت بوالدها -المدرج اسمه في شهادة ميلادها- في حرب فيتنام؛ وهو جندي أمريكي من البيض، ثم انفصلا عام 1975 حيث كانت تبلغ سيل لاي خمسة أعوام فقط. انتقلت عائلتها فيما بعد للعيش في مقاطعة سيمينول بفلوريدا.
في المراحل المبكرة من حياتها كان والدها يفسر لها اختلاف لون بشرتها الداكن وشعرها المموج بأنه يعود إلى طبيعة محل ميلادها بهاواي، وفي عمر الرابعة عشر واجهت سيل لاي حقيقة أن والدها الحقيقي هو طيّار أمريكي من أصحاب البشرة الداكنة.

## حياتها الشخصية والمهنية
في أواخر سن المراهقة وأوائل العشرينيات عملت أبرامز كعارضة أزياء وقد قُدّمت من قبل بيج باركس في شاطئ ميامي، إف إل، دالاس، تي إكس، بالإضافة إلى ريكاردو غاي في ميلان بإيطاليا حيث كان عرضها الأول، ثم عملت كإدارية في عدد من الشركات، وأخيرًا عملت في مجال تنظيم الفعاليات وخصوصًا الترفيهية.
إبرامز هي إحدى الضحايا الناجيات من الاعتداء الجنسي والعنف الأسري؛ حيث كان ذلك دافعًا مهمًا لها لبدء رحلة التطوع في ملاجئ العنف الأسري وقد كان ذلك في منتصف عام 2000، ومنذ عام 2007 تركّز عملها بشكل أساسي في مجال التوعية بالعنف الأسري، وكيفية مواجهته ومنعه في مجتمعات السود.
وفي نفس العام نشرت إبرامز أول كتاب لها بعنوان: لا مزيد من الدراما: 9 خطوات لتحويل الانهيار إلى انطلاق، وفي عام 2016 تم نشر كتاب لمذكراتها بعنوان زهرة اللوتس السوداء: استقصاء امرأة عن هوية عرقية والذي نشرته دار كارن هنتر للنشر، وقد تم اختيارها من قبل الإذاعة الوطنية العامة كأحد كتبها لعام 2016.
عملت ككاتبة مساهمة في عدد من المواقع والمجّلات مثل الغريو، ابوني ومجلة لياقة الرجال (مينس فيتنس)، كما ساهمت في نشر مقالات وافادات الرأي لصحيفة ديلي بيست وهاوفينجتون بوست.
في عام 2012 حصل مقالاها في مجلة ابوني بعنوان: عبور غريب - والذي يضم تفاصيل رحلتها لمعرفة هويتها العرقية الحقيقية - على جائزة التميز من الرابطة الوطنية للصحفيين السود لتصنيف المقالات والتعليق كجزء من حملة المجلة؛ والتي كانت تحت عنوان: متعددو الأعراق في أمريكا. 